# Stephen Johnson Field
Stephen Johnson Field, född den 4 november 1816 i Haddam, Connecticut, död den 9 april 1899 i Washington DC, var en amerikansk jurist, son till David Dudley Field I samt bror till David, Cyrus och Henry Martyn Field. 
Field blev 1841 praktiserande advokat, biträdde till 1848 sin äldre bror i hans ansedda advokatfirma i New York och flyttade 1849 till
Kalifornien, vars hela rättsväsen han nyorganiserade, från 1859 som denna stats överdomare. År 1863 blev Field medlem av Förenta staternas högsta domstol.